# Nordermorar
Nordermorar este o arie protejată (arie specială de conservare — SAC, sit de importanță comunitară — SCI) din Suedia întinsă pe o suprafață de 185 ha, integral pe uscat.

## Localizare
Centrul sitului Nordermorar este situat la coordonatele 57°58′13″N 19°19′12″E / 57.9703°N 19.3201°E.

## Înființare
Situl Nordermorar a fost declarat sit de importanță comunitară în mai 2006 pentru a proteja un număr necunoscut de specii din flora spontană și fauna sălbatică aflate în arealul zonei. Situl a fost protejat și ca arie specială de conservare în ianuarie 2014.

## Biodiversitate
Situată în ecoregiunea boreală, aria protejată conține 2 habitate naturale: Dune împădurite din regiunile atlantică, continentală și boreală, Depresiuni intradunale umede.
La baza desemnării sitului se află un număr nedeclarat de specii protejate.